# 科林斯 (阿肯色州波爾克縣)
科林斯（英語：Corinth）是位於美國阿肯色州波爾克縣的一個非建制地區。該地的面積和人口皆未知。

## 地理
科林斯的座標為34°35′07″N 94°11′00″W / 34.58528°N 94.18333°W，而該地的平均海拔高度為307米（即1007英尺）。